# THURBO

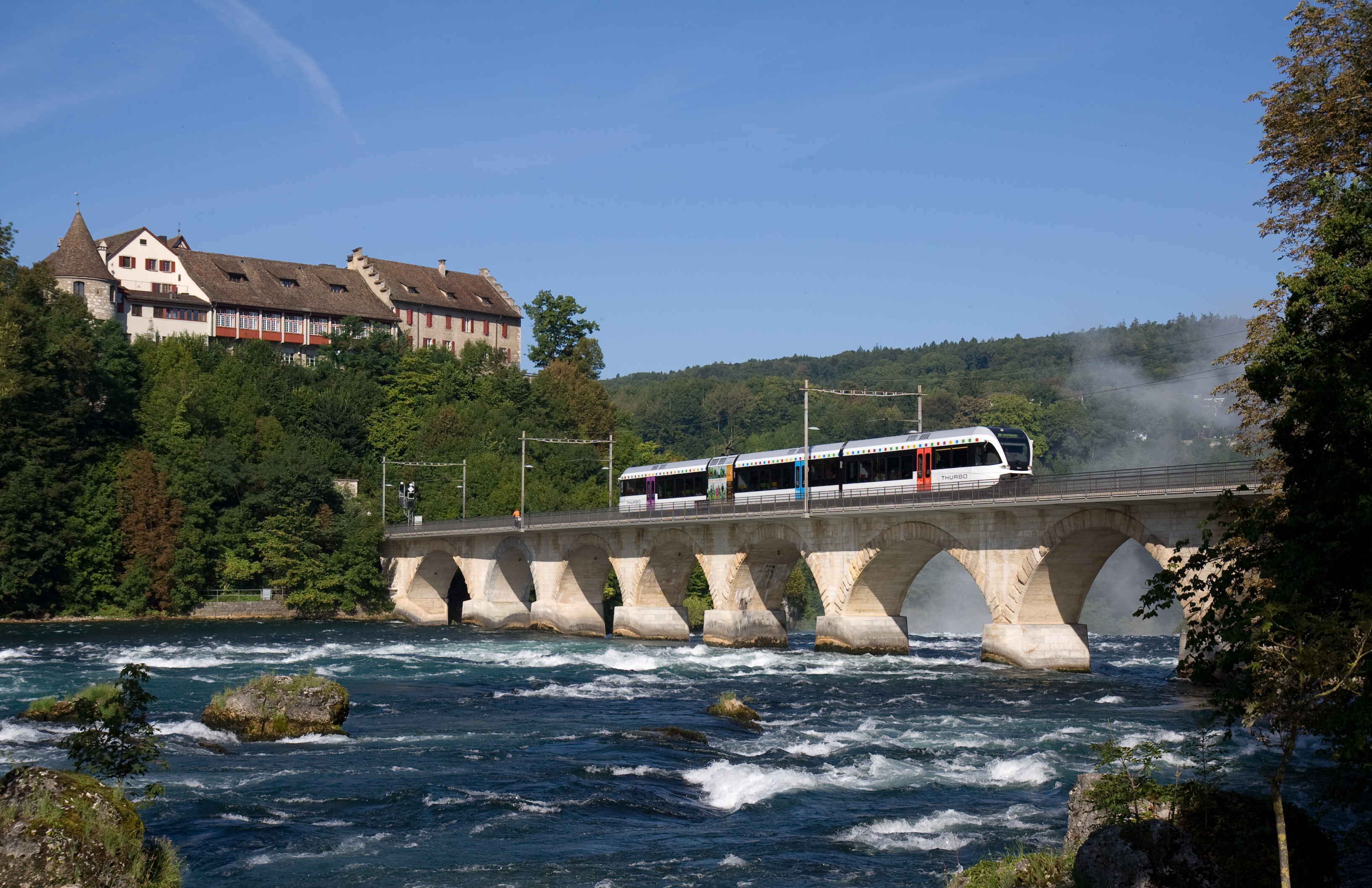
라인 폭포 근처의 THURBO 지방 차량

투르보(독일어: THURBO)는 스위스 연방 철도(90%)와 투르가우주가 공동 소유한 스위스 동부의 철도 회사이다.
스위스 연방 철도에서만 유지 관리하는 빌-바인펠덴-콘스탄츠 경로를 제외하고, 스위스 연방 철도에 속한 640km의 네트워크에서 지역 운송을 운영한다.

## 개요
투르보(THURBO)는 2001년 9월 스위스 연방 철도와 미텔 투르가우 철도(MThB)에 의해 설립되었다. 주요 사업은 지역 여객 운송이다. 기반 시설 크로이츠링겐 - 바인펠덴 - 빌 SG는 미텔 투르가우-반에서 인수되었으며, THURBO에서 운영하지만, SBB에서 유지 관리한다.
취리히 S-반의 여러 ZVV 노선(예: 빈터투어와 뤼티 ZH 사이 취리히주의 S26도 THURBO에서 운영한다.

## 운행
- 빌 SG - 바인펠덴 - 크로이츠링겐 (- 콘스탄스 )(이전 미텔투르가우반)
- 장크트갈렌 S-반
- S1:빌-장크트갈렌-로만스호른-샤프하우젠
  - S2:네슬라우-노이 장크트요한-장크트갈렌-로르샤흐-장크트 마르그레텐-알트슈테텐 SG
  - S5:바인펠덴–장크트갈렌–장크트 마르그레텐
  - S7:바인펠덴-로만스호른-로르샤흐
  - S9:윌–와트
  - S10:빌–바인펠덴–로만스호른
  - S12:자르간스–란트콰르트–쿠어
  - S14:바인펠덴-크로이츠링겐-콘스탄스
  - S81:헤리자우-장크트갈렌
  - S82:장크트갈렌-비텐바흐
- 취리히 S-반
  - S26: 빈터투어-바우마-뤼티 ZH
  - S29: 빈터투어-슈타인 암 라인
  - S30: 빈터투어-프라우엔펠트-바인펠덴(-로만스호른-로르샤흐)
  - S33: 빈터투어–안델핑겐–샤프하우젠
  - S35: 빈터투어–빌 SG
  - S41: 빈터투어-뷜라흐

## 차량

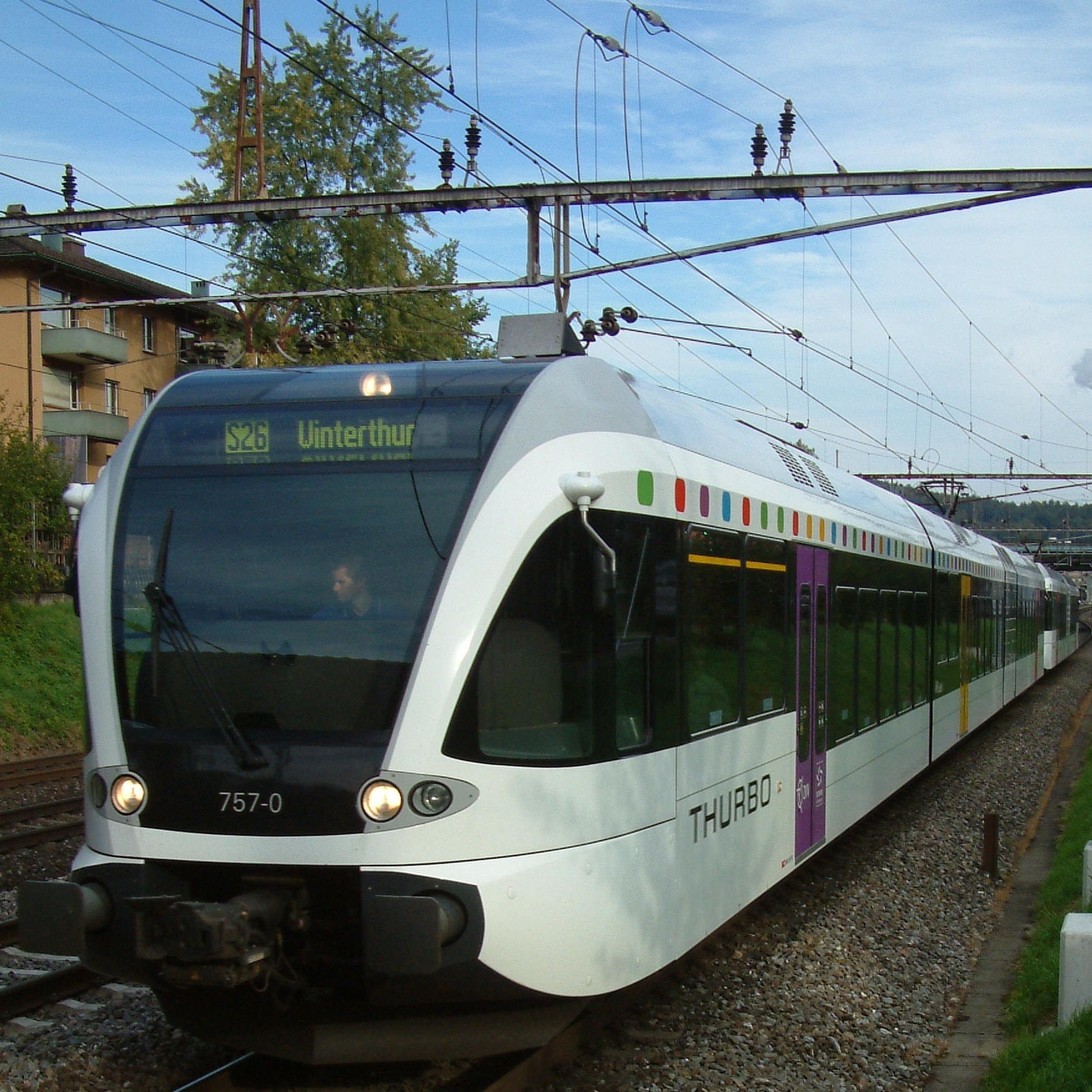
퇴스 계곡의 취리히 S-반선 Stadler GTW S26 (ZVV)

퇴스 계곡의 취리히 S-반 라인 S26(ZVV)의 슈타들러 GTW
THURBO의 차량은 다음으로 구성된다.
- 41 GTW 2/6 EMU (RABe 526 701-751)
- 39 GTW 2/8 EMU(RABe 526 752–790, 781–790 ex 709–718)[3]
- 12 GTW 2/8 EMU 주문 시 (RABe 526 791–802)
- 10 GTW 2/6 EMU(RABe 526 680–689)